# De La Rue
De La Rue este o societate tipografică și un fabricant britanic de hârtie securizată. Compania a fost fondată în 1821 de Thomas de la Rue (născut la 24 martie 1793, la La Forêt, în insula Guernsey). Este situată la Basingstoke, Hampshire. Face parte din indicele FTSE 250.
Imprimeria est reputată pentru realizarea bancnotelor, mărcilor poștale, carnetelor de cecuri bancare și a pașapoartelor pentru numeroase țări. Este cunoscută ca una dintre producătoarele de jocuri de cărți.

## Evoluția întreprinderii
În 1958, Thomas de la Rue a devenit De La Rue Company Limited PLC, apoi De La Rue PLC, în 1991.
În februarie 1997, De La Rue cumpără Harrison & Sons și recuperează contractele de tipărire a mărcilor poștale britanice ale acestei întreprinderi, activitate instalată un timp în localurile Questa cumpărate, și ele, în 2002.
De La Rue a produs primele bancomate / ATM-uri din lume. Produce, de asemenea: mașini de numărat bancnote, sortatoare de bancnote, sortatoare de monede metalice, distributoare de bilete și de tichete.

## Bancnote
Până în 2001, De La Rue era partener al societății lausanneze De La Rue-GIORI, leader mondial al imprimeriilor de bancnote, cumpărată de Koenig & Bauer AG pentru a deveni KBA-GIORI.
În anii 2000, peste 150 monede din lume utilizează hârtii de securitate și tehnologia de tipărire a KBA-GIORI.
În decembrie 1999 Banca Națională a Slovaciei pune în circulație o a doua serie de bancnote de coroane slovace, aplicând diverse măsuri de securitate în raport cu seria precedentă, a cărei imprimare va fi realizată de De La Rue.
De La Rue a tipărit bancnotele emise de Banca Națională a Republicii Macedonia, de 500, 1000 și 5000 denari macedoneni.
Imprimeria De La Rue, având codul H, tipărește o parte din bancnotele euro pentru Portugalia (cod de țară M), Finlanda (cod L) și Irlanda (cod T), aflate în circulație.
Actualemente, De La Rue produce bancnote pentru multe bănci din lume, printre care:
- Banca Centrală a Armeniei
- Central Bank of Bahrain
- Central Bank of Barbados
- Central Bank of Belize
- Bank of England
- Reserve Bank of Fiji
- Banco de Guatemala
- Banco Central de Honduras
- Central Bank of Iraq
- Isle of Man Government
- Bank of Jamaica
- Central Bank of Kenya
- Central Bank of Kuwait
- National Bank of the Republic of Macedonia
- Bank of Scotland
- The Royal Bank of Scotland
- Monetary Authority of Singapore
- Central Bank of Sri Lanka
- Bank of Tanzania
- Central Bank of Turkmenistan
- Eastern Caribbean Central Bank

## Mărci poștale
De La Rue este și un tipograf de mărci poștale.
De La Rue a tipărit primele mărci poștale emise oficial de Regatul Italiei, la 1 decembrie 1863.
În timpul celui de-al Doilea Război Mondial, întreprinderea a realizat proiectul uneia din versiunile Mariannei de Dulac, pentru tipar adânc, pentru Franța Liberă.
Cumpărând în 1997, imprimeria concurentă Harrison & Sons, De La Rue a reluat contractele de producție de mărci poștale britanice.